# Clematis longicauda
Clematis longicauda là một loài thực vật có hoa trong họ Mao lương. Loài này được Steud. ex A.Rich. mô tả khoa học đầu tiên năm 1847.